# Бауфал Владислав Францевич
Бауфал Владислав Францевич (1853—1914) — генерал-майор, герой битви на Шипці. Перший і останній генерал-губернатор Юзівського генерал-губернаторства в 1906—1907 роках. Голова першої Донецької губернії 1917—1918.
Харечко Тарас в одній зі своїх статей дав Бауфалу таку характеристику: «… дещо пізніше він був призначений тимчасовим генерал-губернатором гірничозаводського району, який проявив себе, як найогидніший і жорстокий кат донецьких робітників.»

## Біографія
Народився 12 липня 1853 року, походив з дворян-однодворців Гродненської губернії. 17 листопада 1869 року зарахований до Санкт-Петербурзького піхотного юнкерського училища, з якого випущений 12 листопада 1875 прапорщиком в 16-й стрілецький батальйон.
Зведений 1 травня 1877 року в чин підпоручика, Бауфал взяв участь у початку Російсько-турецької війни на Балканському театрі.
8 вересня 1877 він був нагороджений орденом Св. Георгія 4-го ступеня
«За вибиття ворога з ложементів під час оборони, в 1877 році, Шипкинського проходу і за заняття їх з мисливцями.»
У цій битві він був контужений. Після лікування він повернувся на Шипкинську позицію і в битві 27 грудня був важко поранений чотирма кулями в груди і шию. За відзнаку на Шипці він був нагороджений орденами Св. Анни 4-го ступеня, Св. Станіслава 3-го ступеня з мечами і бантом, Св. Анни 3-го ступеня з мечами і бантом.
1 грудня 1878 року Бауфал був підвищений до поручика і в наступному році нагороджений орденом Св. Станіслава 2-го ступеня з мечами. 18 листопада 1880 року одержав чин штабс-капітана. З 10 липня 1883 року по 8 жовтня 1885 року Бауфал значився у відставці й перебував на болгарській службі. Після повернення в Росію був призначений командиром роти, 16 квітня 1888 підвищений до звання капітана.
Зведений 26 лютого 1894 року в чин підполковника, Бауфал в липні того ж року був призначений командиром батальйону. 26 листопада 1898 отримав звання полковника.
11 серпня 1899 року Бауфал був призначений командиром 13-го стрілецького полку, на чолі якого в 1900—1901 роках взяв участь в Китайському поході, за заслуги нагороджений орденом Св. Володимира 3-го ступеня з мечами. Слідом за тим Бауфал взяв участь в Російсько-японській війні.
19 червня 1905 року був зведений в генерал-майори (зі старшинством від 6 грудня 1906 роки) і призначений командиром 2-ї бригади 4-ї стрілецької дивізії, з 5 травня 1906 командував 2-ю бригадою 34-ї піхотної дивізії.
7 липня 1907 року Бауфал очолив 4-ту стрілецьку бригаду і разом з нею взяв участь в початкових боях Першої світової війни. 19 вересня 1914 він був призначений командиром 3-ї гренадерської дивізії. Цією дивізією Бауфал прокомандував недовго, оскільки 4 листопада через важку хворобу був зарахований в резерв чинів при штабі Київського військового округу.
Помер 20 листопада в Одесі, похований 23 листопада на Новому кладовищі.
Найвищим наказом від 24 лютого 1915 року Бауфал посмертно був зведений в генерал-лейтенанти і нагороджений Георгіївською зброєю.
Серед інших нагород Бауфал мав ордени:
- Орден Святої Анни 2-го ступеня (1892 рік)
- Орден Святого Володимира 4-го ступеня (1898 рік)
- Орден Святого Станіслава 1-го ступеня (1906 рік)
- Орден Святої Анни 1-го ступеня (1910 рік)